# Piotr Szałkowski
Piotr Szałkowski (ur. 1938 w Żukach, zm. 24 kwietnia 2020) – polski artysta rzeźbiarz, którego twórczość wypełniała tematyka sakralna z Jezusem Frasobliwym na czele i tematyka świecka z życia dawnej zachodniej Grodzieńszczyzny.
Laureat Nagrody Kolberga w 2008 roku. Zasłużony Działacz Kultury (1996). Pełnił funkcję prezesa Białostockiego Oddziału Stowarzyszenia Twórców Ludowych. W jego dorobku twórczym znajduje się logo Z Doliny Łosośny w wileńskim kwartalniku „Znad Wilii”, Viešoji įstaiga „Znad Wilii” kultūros plėtros draugija, ISSN 1392-9712 indeks 327956.
Twórca, którego prace można oglądać w muzeach (głównie w zbiorach Podlaskiego Muzeum Kultury Ludowej) i prywatnych kolekcjach w całej Europie.
Film Sokólskiego Ośrodka Kultury pt. „Wielokulturowe podróże” zrealizowany w 2022 roku przez Wojciecha Panowa i Michała Gieniusza ze Studia Qultura – jest pierwszym filmowym upamiętnieniem Piotra Szałkowskiego.